# Serie A1 2023-2024 (pallanuoto femminile)
La Serie A1 2023-2024 è stata la 40ª edizione della massima serie del campionato italiano femminile di pallanuoto. La regular season è iniziata il 1º ottobre 2023 e si è conclusa il 27 aprile 2024; i play-off scudetto ed i playout retrocessione sono iniziati il 3 maggio 2024 ed il 4 maggio 2024 e sono terminati con la gara -3 della finale scudetto il 23 maggio 2024. Dal 2 dicembre 2023 al 24 febbraio 2024 il campionato ha osservato una lunga pausa per incontrare le esigenze delle squadre nazionali che hanno partecipato ai campionati europei di Eindhoven e ai campionati mondiali di Doha, disputatisi tra gennaio e febbraio.
Le squadre neopromosse erano la Cosenza Pallanuoto e la debuttante Locatelli Genova.

## Formula

### Regular season
La prima fase del torneo, la cosiddetta regular season, consiste di un girone all'italiana che vede le 10 squadre partecipanti al campionato affrontarsi a turno nel girone di andata e in quello di ritorno, per un totale di diciotto partite per squadra. Per ogni partita vengono assegnati 3 punti alla squadra vincente e 0 a quella perdente. In caso di pareggio, ciascuna delle due squadre somma un punto. Alla fine di questa fase, le prime quattro in classifica fanno accesso ai playoff scudetto, l'ultima retrocede direttamente in Serie A2 mentre le squadre piazzatesi tra la sesta e la nona posizione disputano i play-out salvezza.

### Play-off
La fase dei play-off vede protagoniste le prime quattro squadre in classifica al termine della regular season. I play-off si aprono con le semifinali, al meglio delle tre gare, in cui si scontrano prima contro quarta e seconda contro terza. Le date di svolgimento di tali gare sono sabato 4 maggio e martedì 7 maggio, con l'eventuale gara-3 programmata per venerdì 10 maggio. La prima e l'eventuale terza partita si giocano in casa della squadra che ha ottenuto il miglior piazzamento in classifica durante la regular season. Le due vincenti si sfidano nella finale scudetto.

#### Finale play-off
La finale vede scontrarsi le due squadre vincitrici delle semifinali. Essa si svolge al meglio delle tre partite su tre, e di conseguenza la prima squadra a sconfiggere due volte l'avversaria si laureerà campione d'Italia. Le gare di finale si disputano mercoledì 15 maggio e sabato 18 maggio, con l'eventuale gara-3 programmata per giovedì 23 maggio. La prima e l'eventuale terza partita si giocano in casa della squadra con il miglior piazzamento in classifica durante la regular season.

### Play-out
La fase dei play-out vede in scena le quattro squadre giunte tra la sesta e la nona posizione al termine della regular season. I play-out si aprono con le semifinali che vedono opposte, al meglio delle tre gare, sesta contro nona e settima contro ottava. Le date di svolgimento delle semifinali sono sabato 4 maggio e martedì 7 maggio, con l'eventuale gara-3 programmata per venerdì 10 maggio. La prima e l'eventuale terza partita si giocano in casa della squadra che ha ottenuto il miglior piazzamento in classifica durante la regular season. Al termine delle sfide le due squadre vincenti mantengono il proprio posto in Serie A1 anche per la stagione 2024-2025, mentre le due perdenti si sfidano nella finale retrocessione.

#### Finale play-out
La finale vede scontrarsi le due squadre perdenti delle semifinali. Essa si svolge al meglio delle due partite su tre, quindi la prima squadra a sconfiggere per due volte l'avversaria ottiene la salvezza. Le gare di finale si disputano mercoledì 15 maggio, sabato 18 maggio, con l'eventuale gara-3 programmata per giovedì 23 maggio. La prima e l'eventuale terza partita si giocano in casa della squadra con il miglior piazzamento in classifica durante la regular season.

## Squadre partecipanti
| Club              | Città          | Piscina                                 | Stagione 2022-2023                                  |
| ----------------- | -------------- | --------------------------------------- | --------------------------------------------------- |
| Bogliasco         | Bogliasco (GE) | Stadio del Nuoto "Gianni Vassallo"      | 6ª in Serie A1                                      |
| Brizz Acireale    | Acireale (CT)  | Piscina Francesco Scuderi               | 9ª in Serie A1                                      |
| Como              | Como           | Piscina Pia Grande (Monza)              | 7ª in Serie A1                                      |
| Cosenza           | Cosenza        | Piscina Comunale di Cosenza             | 1ª nel girone Sud di Serie A2; vincitrice play-off  |
| Locatelli Genova  | Genova         | Piscina della Sciorba                   | 1ª nel girone Nord di Serie A2; vincitrice play-off |
| Orizzonte CT      | Catania        | Piscina di Nesima                       | 1ª in Serie A1; campione d'Italia in carica         |
| Plebiscito Padova | Padova         | Centro Sportivo del Plebiscito          | 2ª in Serie A1                                      |
| Rapallo           | Rapallo (GE)   | Piscina Olimpionica Comunale di Rapallo | 5ª in Serie A1                                      |
| SIS Roma          | Roma           | Polo acquatico Frecciarossa (Ostia)     | 3ª in Serie A1                                      |
| Trieste           | Trieste        | Polo Natatorio "Bruno Bianchi"          | 4ª in Serie A1                                      |

## Allenatori
| Club              | Allenatore          |
| ----------------- | ------------------- |
| Bogliasco         | Mario Sinatra       |
| Brizz Acireale    | Carlo Zilleri       |
| Como              | Andrea Pisano       |
| Cosenza           | Francesco Fasanella |
| Locatelli Genova  | Andrea Della Zuana  |
| Orizzonte CT      | Martina Miceli      |
| Plebiscito Padova | Stefano Posterivo   |
| Rapallo           | Luca Antonucci      |
| SIS Roma          | Marco Capanna       |
| Trieste           | Paolo Zizza         |

## Regular season

### Classifica
|  | Pos. | Squadra           | Pt | G  | V  | N | P  | GF  | GS  | DR   |
|  | ---- | ----------------- | -- | -- | -- | - | -- | --- | --- | ---- |
|  | 1.   | Orizzonte CT      | 51 | 18 | 17 | 0 | 1  | 307 | 120 | +187 |
|  | 2.   | Plebiscito Padova | 42 | 18 | 14 | 0 | 4  | 217 | 140 | +77  |
|  | 3.   | Rapallo           | 39 | 18 | 13 | 0 | 5  | 222 | 166 | +56  |
|  | 4.   | SIS Roma          | 39 | 18 | 13 | 0 | 5  | 247 | 149 | +98  |
|  | 5.   | Trieste           | 39 | 18 | 13 | 0 | 5  | 234 | 133 | +101 |
|  | 6.   | Bogliasco         | 17 | 18 | 5  | 2 | 11 | 167 | 198 | -31  |
|  | 7.   | Brizz Acireale    | 16 | 18 | 5  | 1 | 12 | 171 | 237 | -66  |
|  | 8.   | Cosenza           | 9  | 18 | 2  | 3 | 13 | 137 | 281 | -144 |
|  | 9.   | Locatelli Genova  | 8  | 18 | 2  | 2 | 14 | 138 | 267 | -129 |
|  | 10.  | Como              | 6  | 18 | 2  | 0 | 16 | 134 | 283 | -149 |

## Play-off

### Semifinali
| Padova 3 maggio 2024, ore 19:30 Gara 1 | Plebiscito Padova | 12 – 8 (4-1; 1-5; 5-1; 2-1) | Rapallo |  |

| Catania 4 maggio 2024, ore 16:30 Gara 1 | Orizzonte CT | 8 – 5 (1-0; 3-3; 4-1; 0-1) | SIS Roma |  |

| Ostia 7 maggio 2024, ore 18:45 Gara 2 | SIS Roma | 6 – 11 (4-2; 0-3; 1-2; 1-4) | Orizzonte CT |  |

| Rapallo 7 maggio 2024, ore 19:30 Gara 2 | Rapallo | 11 – 13 (2-6; 4-2; 3-4; 2-1) | Plebiscito Padova |  |

### Finale per il 3º posto
| Rapallo 15 maggio 2024, ore 19:30 Gara 1 | Rapallo | 6 – 9 (0-1; 3-2; 2-3; 1-3) | SIS Roma |  |

| Ostia 18 maggio 2024, ore 14:00 Gara 2 | SIS Roma | 15 – 10 (3-3; 7-2; 3-2; 2-3) | Rapallo |  |

### Finale scudetto
| Catania 15 maggio 2024, ore 18:45 Gara 1 | Orizzonte CT | 8 – 9 (2-3; 4-1; 0-2; 2-3) | Plebiscito Padova |  |

| Padova 18 maggio 2024, ore 18:45 Gara 2 | Plebiscito Padova | 7 – 12 (1-1; 1-5; 3-3; 2-3) | Orizzonte CT |  |

| Catania 23 maggio 2024, ore 18:45 Gara 3 | Orizzonte CT | 14 – 12 (4-4; 5-3; 3-2; 2-3) | Plebiscito Padova |  |

## Play-Out

### Semifinali
| Acireale 4 maggio 2024, ore 14:30 Gara 1 | Brizz Acireale | 13 – 6 (4-2; 3-0; 3-2; 3-2) | Cosenza |  |

| Bogliasco 4 maggio 2024, ore 15:00 Gara 1 | Bogliasco | 15 – 9 (1-3; 6-1; 4-3; 4-2) | Locatelli Genova |  |

| Cosenza 7 maggio 2024, ore 14:00 Gara 2 | Cosenza | 13 – 14 (4-4; 4-3; 1-6; 4-1) | Brizz Acireale |  |

| Genova 7 maggio 2024, ore 21:30 Gara 2 | Locatelli Genova | 8 – 12 (4-2; 2-4; 0-1; 2-5) | Bogliasco |  |

### Finale play-out
| Cosenza 15 maggio 2024, ore 20:30 Gara 1 | Cosenza | 16 – 15 (4-3; 2-3; 6-5; 4-4) | Locatelli Genova |  |

| Genova 18 maggio 2024, ore 21:30 Gara 2 | Locatelli Genova | 16 – 12 (5-1; 4-4; 3-3; 4-4) | Cosenza |  |

| Cosenza 15 maggio 2024, ore 20:30 Gara 3 | Cosenza | 18 – 12 (3-3; 4-4; 5-1; 6-4) | Locatelli Genova |  |

## Verdetti
- Orizzonte CT: campione d'Italia.
- Locatelli Genova e  Como retrocesse in Serie A2.